# Pseudotyphula ochracea
Pseudotyphula ochracea är en svampart som beskrevs av Corner 1953. Pseudotyphula ochracea ingår i släktet Pseudotyphula och familjen Marasmiaceae.   Inga underarter finns listade i Catalogue of Life.